# Raión de Ugrá
El raión de Ugrá (ruso: Угра́нский райо́н) es un distrito administrativo y municipal (raión) ruso perteneciente a la óblast de Smolensk. Se ubica en el este de la óblast. Su capital es Ugrá.
En 2021, el raión tenía una población de 7082 habitantes.
El raión limita al sur con la óblast de Kaluga. Su territorio es completamente rural.

## Subdivisiones
Comprende los asentamientos rurales de Vsjody, Znamenka y Ugrá (la capital). Estas tres entidades locales suman un total de 202 localidades.